# Elecciones estatales de Colima de 2003
Las elecciones estatales de Colima de 2003 se llevaron a cabo el domingo 6 de julio de 2003, simultáneamente con las principales Elecciones federales y en ellas se renovaron los siguientes cargos de elección popular en el estado mexicano de Colima:
- Gobernador de Colima. Titular del Poder Ejecutivo del estado, electo para un periodo de seis años no reelegibles en ningún caso, el candidato electo fue Gustavo Vázquez Montes. Sin embargo, el Tribunal Electoral del Poder Judicial de la Federación anuló la elección a gobernador al considerar que Fernando Moreno Peña, gobernador en funciones, utilizó recursos públicos para favorecer el candidato del PRI, Gustavo Vázquez Montes, por lo que tuvo que convocarse Elecciones extraordinarias, las cuales tuvieron lugar el domingo 7 de diciembre de 2003.
- 25 diputados del Congreso del Estado. 16 Electos por mayoría relativa en cada uno de los Distrito Electorales y 9 Electos bajo el principio de Representación Proporcional.
- 10 ayuntamientos. Compuestos por un presidente municipal y un grupo de regidores, electos para un periodo de tres años no reelegibles para el periodo inmediato.

## Resultados electorales

### Gobernador
|  | 34.3 % |

|  | 41.6 % |

|  | 15.9 % |

|  | 1.4 % |

|  | 0.1 % |

|  | 0.3 % |

|  | 0.7 % |

|  | 3.8 % |

Fuente: Instituto de Mercadotecnia y Opinión
El Tribunal Electoral del Poder Judicial de la Federación anuló las elecciones de gobernador, al considerar que Fernando Moreno Peña, gobernador en ejercicio, utilizó recursos públicos para favorecer el candidato del PRI, Gustavo Vázquez Montes, por lo que tuvo que convocarse a la Elecciones extraordinarias, las cuales tuvieron lugar el domingo 7 de diciembre de 2003.

### Municipios
| Partido/Alianza | Partido/Alianza                        | Municipios |
| --------------- | -------------------------------------- | ---------- |
|                 | Partido Acción Nacional                | 5          |
|                 | Partido Revolucionario Institucional   | 4          |
|                 | Alianza por Todos (PRI-PVEM)           | 2          |
|                 | Partido de la Revolución Democrática   | 1          |
|                 | (PRD, Convergencia y PAS)              | 1          |
|                 | (PRD-Convergencia)                     | 1          |
|                 | Partido del Trabajo                    | 0          |
|                 | Partido Verde Ecologista de México     | 0          |
|                 | Convergencia                           | 0          |
|                 | Partido de la Sociedad Nacionalista    | 0          |
|                 | Partido Alianza Social                 | 0          |
|                 | México Posible                         | 0          |
|                 | Partido Liberal Mexicano               | 0          |
|                 | Fuerza Ciudadana                       | 0          |
|                 | Asociación por la Democracia Colimense | 0          |

#### Ayuntamiento deColima
- Leoncio Morán Sánchez  Hecho

#### Ayuntamiento deManzanillo
| Partido/Alianza | Partido/Alianza                        | Candidato      | Candidato                             | Votos  | Porcentaje |
| --------------- | -------------------------------------- | -------------- | ------------------------------------- | ------ | ---------- |
|                 | Partido Acción Nacional                |                | Nabor Ochoa López Hecho               | 22,424 | 50.47      |
|                 | Alianza por Todos (PRI-PVEM)           |                | Sergio Marcelino Bravo                | 17,369 | 39.09      |
|                 | Candidatura Común (PRD-Convergencia)   |                | Tomás Peñaloza López                  | 1,607  | 3.62       |
|                 | Partido del Trabajo                    |                | Javier Pérez López                    | 544    | 1.22       |
|                 | Partido de la Sociedad Nacionalista    |                | Antonio Partida Peña                  | 44     | 0.10       |
|                 | Partido Alianza Social                 |                | Ma. Luisa Aceves Palomino             | 498    | 1.12       |
|                 | México Posible                         |                | Saúl Méndez Martínez                  | 173    | 0.39       |
|                 | Fuerza Ciudadana                       |                | Margarita Hortensia Martínez González | 248    | 0.56       |
|                 | Asociación por la Democracia Colimense |                | Luis Arias Arias                      | 622    | 1.40       |
|                 | Nulos                                  | Nulos          | Nulos                                 | 902    | 2.03       |
|                 | No registrados                         | No registrados | No registrados                        | 0      | 0.0        |

Fuente: Instituto de Mercadotecnia y Opinión